# Versottung
Versottung ist allgemein die Lösung von Salzen in Flüssigkeit und deren nachfolgende erneute Auskristallisation, nachdem die Flüssigkeit ohne menschliches Zutun verdunstet ist oder sie zielgerichtet durch Sieden verdampft wurde. Die Versottung war früher ein gängiges Verfahren in der Salzgewinnung, Kochsalz für den menschlichen Gebrauch herzustellen (Speisesalz), denn damit war gleichzeitig die Reinigung des Salzes während des Koch- und Verdampfungsprozesses verbunden und war nicht an Salinen gebunden. Auch Siedesalz ist im weiteren Sinne Produkt einer Versottung. Der Fachbegriff ist außer Gebrauch gekommen, obwohl er in älterer Literatur noch häufig zu finden ist.
Heute ist der Begriff nur noch in der Abgas- und Bauwerkstechnik in Gebrauch und beschreibt analog denselben Prozess aus Verdampfen und Auskristallisieren (bzw. Niederschlagen) bei Abkühlung.

## Versottung in der Salzgewinnung
Gewonnene Salze, sei es in Salzbergwerken als Steinsalz, sei es als Meersalz sind in der Regel durch verschiedene Beimengungen nicht direkt für den menschlichen Verzehr als Speisesalz geeignet. Sie müssen in der Regel gereinigt werden, was in Salinen durch mehr oder minder aufwendige Verfahren (allgemein bekannt ist vor allem die Verrieselung in Gradierwerken als Vorstufe dazu) gelöst wird.
Außerhalb von Salinen wurde dieses Salz gesotten (veraltetes Partizip Perfekt von sieden), d. h., das feste Salz (Steinsalz, Meersalz usw.) wurde in reinem Wasser gelöst und durch Verdampfen erneut auskristallisiert: Dies wurde durch Abschöpfen von festen Bestandteilen, umpumpen von Einzelbestandteilen usw. auch als Reinigung des Salzes ausgestaltet. Seit dem Mittelalter ist dieser Prozess aus den Bestandteilen „Auflösen“ und erneutem „Verdampfen“ bei gleichzeitiger Reinigung als „Versotten“ (des Salzes bzw. als Substantiv dazu ohne weitere Bezeichnung: „Versottung“) bekannt.
Der ausgesprochen energieintensive Prozess wurde ab dem frühen 19. Jahrhundert mehr und mehr abgelöst durch weniger aufwendige Reinigungsverfahren für Speisesalz.

## Versottung in der Abgastechnik

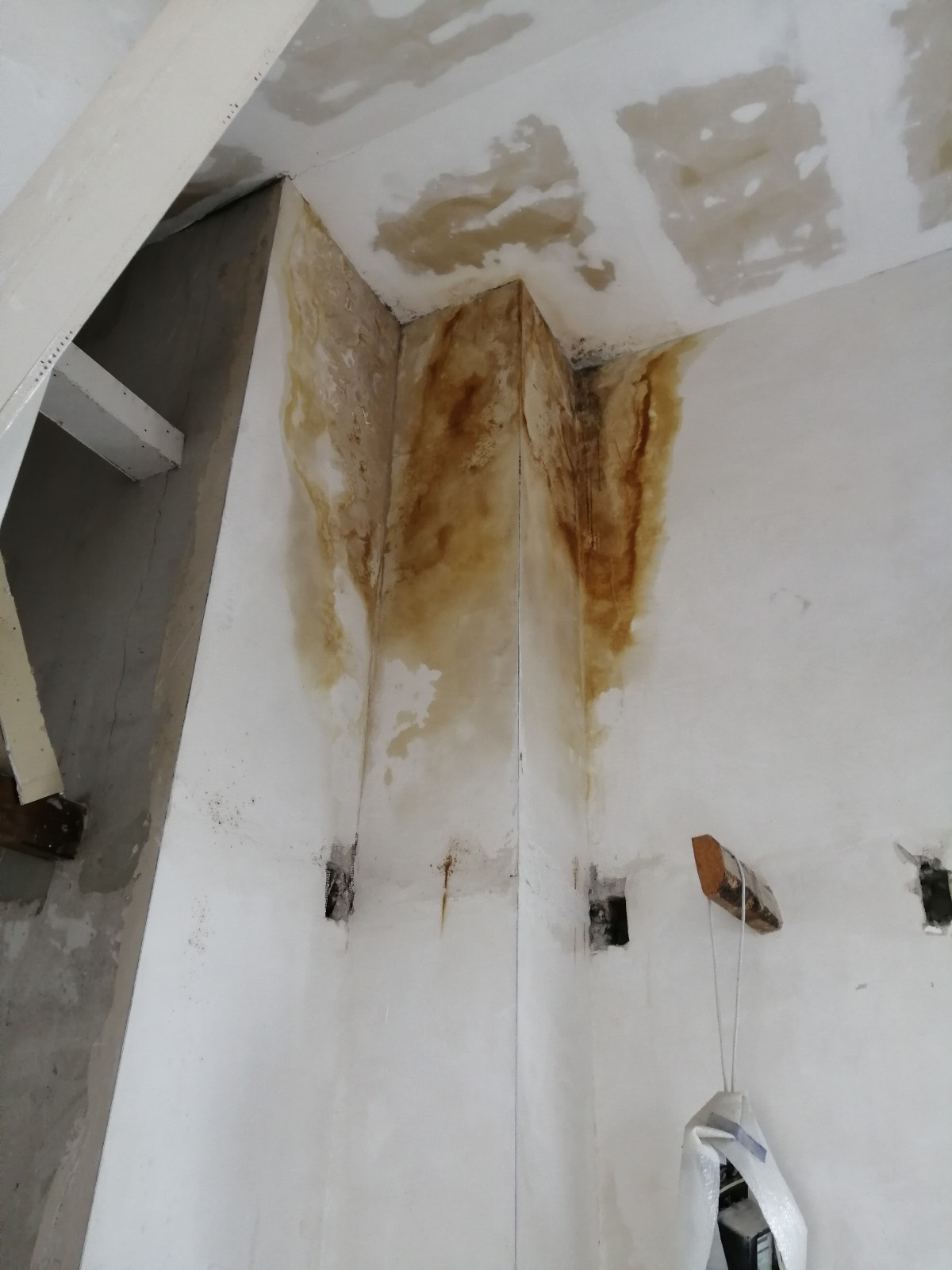
Versotteter Schornstein im Innenbereich

Ein analoger Prozess ist die noch heute bekannte und gebräuchliche Verwendung des Begriffs Versottung, der die Durchdringung der Mantelsteine eines Kamins oder eines Schornsteins mit Flüssigkeiten, wie Wasser, Teer oder Säuren bezeichnet, bekannt durch ihre braunen Flecken, teils auch unangenehmen Gerüche: Die Rauchgase einer Feuerungsanlage werden auf dem Weg durch die Feuerstätte und den Schornstein abgekühlt. Erreichen diese aufgrund der Betriebsweise des Heizkessels oder der Feuerstätte keine ausreichend hohen Temperaturen, können sie sich noch innerhalb des Schornsteins unter die Taupunkt-Temperatur der Inhaltsstoffe des Abgases abkühlen. Die in den Abgasen enthaltenen kondensierbaren Verbindungen, vor allem ein Gemisch aus Wasserdampf, flüchtigen unverbrannten Kohlenwasserstoffen und Säuren kondensieren in der Folge. Durch die Abkühlung der Abgase vermindert sich auch der Auftrieb, damit verbunden der Kaminzug, was den Abgasen eine längere Aufenthaltszeit im Kamin gewährt und letztlich eine noch weitere Abkühlung begünstigt.
Versottung in diesem Sinn kann aber auch bei fehlerhafter Planung von Brennwert- und Niedertemperatur-Heizungen auftreten, auch bei längeren Kaminstrecken durch unbeheizte Räume (Speicher) bzw. unregelmäßiger, sporadischer Feuerung mit Festbrennstoffen. Die Rauchgase weisen einen hohen Anteil an Wasserdampf und relativ kühlem Abgas auf. Als Abhilfe werden üblicherweise säurefeste Rohre aus Edelstahl, Kunststoff oder Keramik in bestehende Kaminrohre eingezogen (mehr dazu siehe Brennwertkessel). Versottung kann bei Heizung mit Festbrennstoffen aber auch durch ungeeignetes Brennmaterial ausgelöst werden, etwa lackiertes oder imprägniertes Holz, Spanplatten oder ähnliche Materialien, bei deren Verbrennung Säuren und andere chemische Substanzen entstehen können. Auch nicht ausreichend abgelagertes und daher feuchtes Brennholz trägt dazu bei, da sich deren Restfeuchte im Kamin/Schornstein niederschlägt.
Freie Schwefelsäure aus dem Kondensat (oder deren Derivate) wirkt auf den Zement und die carbonathaltigen Zuschlagstoffe in Mörtel, Kaminsteinen und -putz ein. Dabei wird unter anderem der im Zement enthaltene Kalk zu Gips und Ettringit umgewandelt. Die Reaktionsprodukte „treiben“, das heißt, sie quellen auf, und zersprengen sukzessive die Baumasse. Daneben kann das vernässte Mauergefüge im Winter zusätzlich durch Frostsprengungen beeinträchtigt werden. Besonders in der DDR war dieses Problem gegenwärtig, da die eingesetzte Braunkohle im Rahmen der Einzelofenfeuerung mittels Kachelöfen mehr oder minder stark schwefelhaltig war, demzufolge eine in der DDR massenhaft vorhandene Versottung von Abgasanlagen (Schornsteinen) daraus begünstigt und schließlich allgegenwärtig wurde.
Diese Art der Versottung von Abgasanlagen ist – gegenüber dem technologisch-wirtschaftlichen Begriff der Gewinnung von Speisesalz – auch heute noch dem Laien geläufig.